# Kronologija Domovinskog rata: prosinac 1996.

### 1. prosinca
- Njemačke postrojbe u sklopu IFOR-a iz Hrvatske odlaze u BiH - u novoj mirovnoj misiji, neslužbeno nazvanoj SFOR (Snage za stabilizaciju), bit će stacionirane u blizini Sarajeva.[1]
- Predsjedništvo BiH se usuglasilo, nakon dvomjesečnog pregovaranja, o organizaciji Vijeća ministara (vlade BiH).[1]

### 2. prosinca
- U baranjskom selu Zmajevac i područnim školama počela za učenike pripadnike mađarske nacionalne manjine nastava po hrvatskom programu.[1]
- Počeo sastanak na vrhu Organizacije za europsku sigurnost i suradnju (OESS) u Lisabonu, a najvećim dijelom bit će posvećen BiH. Hrvatsko izaslanstvo predvodi premijer Zlatko Mateša, koji je u svom govoru pred 55 šefova država ili vlada istaknuo da je Hrvatska faktor stabilnosti u regiji.[1]

### 3. prosinca
- Predsjednik Tuđman sa suradnicima posjetio hrvatsko Podunavlje i Vukovar.[1]

### 4. prosinca
- Mirne demonstracije žena, kako je prvo glasnogovornik UNTAES-a Philip Arnold nazvao okupljanje Srba u središtu Vukovara, pretvorile se u divljački napad razularene rulje na deset hrvatskih novinara, koji su u organizaciji UNTAES-a pozvani na izložbu slika djece.[1]
- Zaboravite na autonomiju jer hrvatska vlast na to ne pristaje - stoji u pismu generala Kleina oblasnoj vladi Srba u hrvatskom Podunavlju.[1]
- Počela londonska konferencija o provedbi mira u BiH (London 2).[1]
- Na međunarodnom kaznenom sudu pročitana nova optužnica generalu Tihomiru Blaškiću, broj točaka optužnice koje terete Blaškića smanjen, no dojam je da optužba još uvijek nema valjanih dokaza, iako je Blaškić već osam mjeseci u pritvoru.[1]

### 5. prosinca
- Još o 16.000 nestalih ljudi u BiH ništa se ne zna, rekao u Londonu predsjednik Međunarodnog Crvenog križa Cornelio Sommaruga.[1]
- Ministar Kinkel priopćio u Londonu hrvatskom kolegi Graniću da je njemački kancelar Helmut Kohl prihvatio poziv predsjednika Tuđmana da iduće godine posjeti Hrvatsku.[1]
- Svjetska banka u Washingtonu odobrila Hrvatskoj zajam u visini od 102 milijuna dolara.[1]
- Na londonskoj konferenciji osuđeni postupci Miloševićevog režima, a bosanskim liderima postavljen ultimatum: što više suradnje u provedbi Mirovnog sporazuma, to više međunarodne pomoći i obrnuto, izostane li suradnja, nema ni pomoći.[1]

### 6. prosinca
- Na Donatorskoj konferenciji u Zagrebu u organizaciji UNTAES-a za obnovu Podunavlja obećano za iduću godinu 34 milijuna dolara.[1]

### 7. prosinca
- Hrvatska više nikad neće biti objekt tuđe politike - istaknuo na drugoj sjednici Glavnog odbora HDZ-a u Zagrebu predsjednik Tuđman.[1]
- Nakon posjeta predsjednika Tuđmana hrvatskom Podunavlju, Srbi pripremaju prosvjede, te napadaju i vrijeđaju predstavnike UNTAES-a.[1]

### 8. prosinca
- Bivši UN-ov posrednik za bivšu Jugoslaviju Thorvald Stoltenberg u knjizi Tisuću dana, objavljenoj u Oslu, kritizira SAD, zbog kasne intervencije u BiH.[1]

### 9. prosinca
- Ghali objavio dodatni izvještaj Vijeću sigurnosti o stanju ljudskih prava u Hrvatskoj, u kojem se navodi da je broj kršenja ljudskih prava u bivšim sektorima UN-a nešto smanjen.[1]
- NATO u Bruxellesu odobrio operativni plan djelovanja Stabilizacijskih snaga za BiH (SFOR), koje će imati 31.000 ljudi i mandat od 18 mjeseci, a zamijenit će nakon 20. prosinca IFOR u BiH. Operacija se izvodi pod nazivom Zajednička straža, a u njoj sudjeluju vojnici 30 zemalja.[1]
- Rok za konačnu odluku o teritorijalnom statusu Brčkog službeno produljen do 15. veljače 1997.[1]

### 10. prosinca
- U Zagrebu potpisan sporazum između Ministarstva obrane RH i američke tvrtke Military Professional Resources Incorporated (MPRI), kako bi se u Hrvatskoj vojsci dostigli NATO-vi standardi.[1]
- U Okučanima postignut dogovor o povratku sto srpskih obitelji iz hrvatskog Podunavlja u zapadnu Slavonijudo Božića.[1]
- SDA, na prijedlog Izetbegovića, izabrao kao svog kandidata za supredsjedatelja Vijeća ministara Harisa Silajdžića, čime se on ponovno vraća u vrh muslimanskog vodstva.[1]

### 12. prosinca
- Predsjedništvo BiH odlučilo imenovati Harisa Silajdžića (muslimanski predstavnik) i Boru Bosića (srpski predstavnik) za supredsjedatelje Vijeća ministara, a na funkciji predsjedavajućeg izmjenjivat će se svaki tjedan.[2]

### 13. prosinca
- Nakon isteka mandata sadašnjoj misiji EU-a u Mostaru, u gradu će biti otvoren od 1. siječnja 1997. Ured visokog predstavnika Carla Bildta, a na njegovu čelu će biti posebni izaslanik EU-a sir Martin Garrod.[2]
- Glavna skupština UN-a prihvatila Rezoluciju o stanju ljudskih prava na području bivše Jugoslavije, a Hrvatsku se poziva da u potpunosti poštuje ljudska prava svih građana i da poduzme napore u pridržavanju demokratskih normi, posebno glede zagrebačke krize i slobode medija.[2]
- Vijeće sigurnosti UN-a jednoglasno donijelo Rezoluciju 1.088, kojom se produžuje misija UN-a i NATO-a u BiH. Misija IFOR-a se preinačuje u misiju SFOR-a, čiji mandat se produžuje za 18 mjeseci.[2]

### 14. prosinca
- Vijeće sigurnosti službeno predložilo Glavnoj skupštini UN-a ganskog diplomata Kofija Annana (58) za sljedećeg glavnog tajnika UN-a.[2]

### 15. prosinca
- Odbor za promociju regionalizma Županije istarske poduzeo radnje kako bi se ustrojio Ured Županije istarske u Bruxellesu.[2]

### 16. prosinca
- Promjene u hrvatskoj Vladi - novi ministar unutarnjih poslova Ivan Penić, a dosadašnji Ivan Jarnjak postavljen na mjesto predstojnika Ureda za nacionalnu sigurnost.[2]

### 17. prosinca
- Hrvatska neće popustiti pritiscima onih koji je žele vratiti na Balkan ili u regiju jugoistočne Europe, istaknuo predsjednik Tuđman na sjednici Vijeća obrane i nacionalne sigurnosti u Zagrebu.[2]
- Ganski diplomat Kofi Annan izabran za glavnog tajnika Ujedinjenih naroda.[2]

### 18. prosinca
- Predsjednik Tuđman čestitao Kofiju Annanu na izboru za glavnog tajnika UN-a.[2]
- Glavna skupština UN-a u New Yorku Rezolucijom o BiH zahtijeva od svih strana potpun povratak izbjeglica i punu suradnju sa Sudom u Haagu.[2]

### 19. prosinca
- U Zagrebu, u nazočnosti predsjednika Tuđmana, potpisana tri ugovora između Svete stolice i Republike Hrvatske: o suradnji na području odgoja i kulture; o dušobrižništvu katoličkih vjernika, pripadnika oružanih snaga i redarstvenih službi RH; te o pravnim pitanjima.[2]
- U Nijemcima ekshumirano 27 tijela iz tri skupne grobnice.[2]
- Dom naroda i Zastupnički dom parlamenta Federacije BiH na zasjedanju u Sarajevu donijeli odluku o ukidanju stanja neposredne ratne opasnosti.[2]

### 20. prosinca
- Danas službeno stupio na snagu mandat stabilizacijskih snaga u BiH - SFOR-a - koje su naslijedile dosadašnji IFOR.[2]

### 21. prosinca
- Predsjednik Tuđman primio u Zagrebu belgijskog premijera Jeana-Luca Dehaenea i zahvalio se belgijskoj vladi i pripadnicima belgijske bojne UNTAES-a na svemu što čine kako bi se uspješno provela mirna reintegracija hrvatskog Podunavlja.[3]
- U predsjedničkoj izjavi Vijeća sigurnosti o Hrvatskoj traži se da se ona kao članica Vijeća Europe pridržava preuzetih obveza.[3]

### 22. prosinca
- U BiH počela žestoka kampanja protiv proslave Božića i Nove godine, te dolaska Djeda Mraza, a glasnogovornik UN-a Ivanko rekao da iza toga stoji SDA.[3]

### 23. prosinca
- U Božićnoj i novogodišnjoj čestitci predsjednika Republike dr. Franje Tuđmana ističe se da je protekla prva godina u znaku mira, obnove, povratka i izgradnje.[3]

### 24. prosinca
- Kupili smo Airbusove zrakoplove jer je europska ponuda bila bolja od američke, ali većina vojne opreme bit će američka, rekao u intervjuu za Večernji list ministar obrane RH Gojko Šušak.[3]

### 25. prosinca
- Božić u Hrvatskoj proslavljen na tradicionalan način, a na polnoćki u zagrebačkoj Katedrali, koju je predvodio kardinal Franjo Kuharić, uz brojne vjernike, bio nazočan i predsjednik Tuđman. Kardinal se obratio i predsjedniku Tuđmanu, naglasivši da u misu uključuje i njegovo zdravlje, službu, služenje dobrobiti hrvatskog naroda i svih građana Hrvatske.[3]

### 26. prosinca
- Moneta RH - hrvatska kuna, stigla u hrvatsko Podunavlje: u svojoj skupštini lokalni Srbi prihvatili da će se ubuduće dio javnih službi financirati kunama.[3]

### 27. prosinca
- Policija u Beogradu spriječila studente da prosvjeduju beogradskim ulicama.[3]

### 28. prosinca
- U Beogradu i dalje traju prosvjedi protiv izborne prijevare Miloševićevog režima, a predsjednica Parlamentarne skupštine Vijeća Europe Leni Fischer predlaže nametanje sankcija Beogradu.[3]

### 29. prosinca
- U BiH ponovno počela sinkronizirana kampanja protiv bosanskih Hrvata.[3]

### 30. prosinca
- Lokalni izbori u istočnoj Slavoniji, na području pod kontrolom UNTAES-a, održat će se 16. ožujka, a hrvatska Vlada i UNTAES potpisat će Memorandum o razumijevanju, koji ljudima na tom području štiti ljudska prava po međunarodnim standardima, dogovoreno u Zagrebu između generala Kleina i predsjednika Tuđmana.[3]